# Chiesa di Sant'Eustachio (Salerno)
La Chiesa di Sant'Eustachio si trova nel quartiere "Brignano" del comune di Salerno. Nelle vicinanze dei ruderi dell'originale chiesetta medioevale di Brignano si alza attualmente la nuova chiesa di Sant'Eustachio dal 1966.

## Storia
La Chiesa fu fondata prima dell'anno mille da nobili Longobardi del Principato di Salerno nella zona collinare a sud-est della Salerno medioevale (come la Chiesa di San Felice in Felline).
Durante questi anni longobardi, precisamente nel 1005, si ha notizia della presenza in zona della chiesetta di Sant'Eustachio Martire (da non confondere con l’altra chiesa posta nel quartiere salernitano Sant’Eustachio di Mercatello), principale luogo sacro per tutto il medioevo a Brignano. 
Successivamente nel 1338 la chiesetta veniva chiamata col nome di “Sancti Eustachii de Briniano”. Dopo secoli di poco uso, la chiesa si riduceva in pessime condizioni (anche per colpa dei terremoti del Seicento a Salerno). Restaurata ed un poco ampliata dal 1899 al 1903, dopo un recupero del tetto semidistrutto, la chiesa di Sant'Eustachio fu riaperta al culto il 9 novembre 1917. 
Purtroppo durante lo sbarco di Salerno degli Alleati nel settembre 1943 la chiesa fu molto danneggiata e si decise di farne una nuova nelle vicinanze attigue. Fatto che avvenne nel 1966.
Attualmente la chiesetta originale giace in uno stato di quasi completo abbandono.

## Caratteristiche
La Chiesa di Sant'Eustachio originale conteneva al suo interno 3 altari: il maggiore con la custodia del Santissimo Sacramento, uno entrando a destra dell’Addolorata e l’altro sulla sinistra dedicato al Santo Patrono S. Eustachio. 
Il pavimento originale era in cotto ed aveva un organo, presumibilmente posto sopra l’ingresso della chiesetta, che era in stile Ottocentesco. 
L'attuale chiesa innalzata nel 1966 ha tre navate ed è in stile moderno contemporaneo:
La chiesa moderna ha una capienza per circa 2000 fedeli e serve la zona industriale di Brignano con un sagrato ingrandito nel 2014. Inoltre un nuovo affresco dedicato alla vita di Sant'Eustachio è stato creato all'interno della nuova chiesa.